# Alvin Lee
Alvin Lee (eredeti nevén Graham Anthony Barnes) (Nottingham, 1944. december 19. – Estepona, Spanyolország, 2013. március 6.) gitáros, énekes, a brit Ten Years After alapító tagja és fő dalszerzője. Zenei karrierjét még tinédzserként kezdte az 1960-as évek legelején, számos formációban felbukkanva. Közöttük volt az "Atomites" nevű formáció, melynek tagja volt Leo Lyons is, a Ten Years After későbbi basszusgitárosa. 1967-ben vették fel a Ten Years After nevet, a nagy áttörést pedig az 1969-es Woodstocki fesztiválon való fellépés hozta meg számukra.
Bár az utókor a korszak egyik legkiemelkedőbb gitáros/énekes egyéniségeként említi, a Ten Years After aktív évei alatt csak mérsékelt szakmai elismerésben részesült. 1973-ra az állandó turnézástól megfáradt az együttes, majd 1975-ben fel is oszlott. Lee ezt követően szólóalbumokat adott ki, de később is felbukkant a Ten Years After élén, nem hanyagolva szólókarrierjét sem. Pályafutása során számos zenésszel dolgozott együtt, közöttük olyan legendákkal is, mint George Harrison, Steve Winwood vagy Ronnie Wood. Pályafutása során legtöbbször Gibson ES 335 gitárt használt, mely a védjegyévé vált.

## Életrajz

### Ifjúkora (1960–1973)
Nottinghamben született, tanulmányait pedig a Wollaton-i Margaret Glen-Bott Iskolában végezte el. Apja hatására kezdett el érdeklődni a zene iránt. Hatalmas jazz és blueslemez gyűjteménye közül legfőképpen Charlie Christian, aki Benny Goodman gitárosa volt, továbbá Scotty Moore, aki egykor Elvis Presley mellett játszott, volt rá hatással. Ezek mellett nagy tisztelője volt Chuck Berrynek is, mivel a rock and roll és a blues gyakorolta a legnagyobb hatást zenéjére. 13 évesen kezdett el gitározni, első fellépéseire az 1950-es évek végén került sor. 1960-ban alapította meg az "Atomites" nevű formációt, melynek Leo Lyons is tagja volt. Ezt követően Hamburgban játszottak együtt, majd 1962-től felvették a "Jaybirds" nevet. Ekkor csatlakozott hozzájuk Rick Lee, a Ten Years After későbbi dobosa is. 
1966-ban Londonba költöztek, ekkor találkoztak Chick Churchill billentyűssel, majd felvették a Ten Years After nevet. Ekkoriban rendszeresen felléptek a londoni Marquee klubban, megalapozva későbbi sikereiket. Alvin Lee-t ebben az időben kezdték úgy emlegetni mint a leggyorsabb kezű gitárost, így figyelt fel rájuk Bill Graham, a neves USA propagandista, aki a hallottak alapján lekötötte az együttest a Filmore Auditorium-beli fellépésekre.
Első albumuk a Decca Deram kiadónál jelent meg 1967-ben. A kiadó akkoriban szokatlan módon rögtön kiadta a nagylemezt, nem várta meg, míg egy kislemez sikeres lesz. A cím nélküli debütáló album ugyan csak mérsékelt sikereket aratott, de elindította a zenekart a siker lépcsőjén. Az áttörést a woodstocki fesztiválon való fellépés hozta meg, melynek fénypontja a 11 perces I'm Going Home volt. Ezt követően világszerte arénákban léptek fel, és nagy hatást gyakoroltak az utánuk jövő generációkra, bár akkora sikereket nem arattak, mint a Cream vagy később a Led Zeppelin. Lee később nehezményezte, hogy a korábbi klubkoncertek hangulatát felváltotta a "személytelenebb" nagyobb koncertek atmoszférája. Korai albumaikat a második blues hullám gyöngyszemei közé sorolják a kritikusok, míg A Space in Time albumon megjelentek az elektronikus zenei hatások is. Ennek ellenére a lemez USA siker lett, további turnékat vonva maga után. 1973-ig 28 amerikai turnét bonyolítottak le, amely rekordnak számított a brit zenekarok történetében.
A turnézástól megfáradva "vándorvurlicernek" nevezte az együttest, majd bejelentette távozását. Döntésében nagy szerepet játszott az is, hogy zeneileg korlátozva érezte magát a zenekarban. A Columbia Records által 1971-ben kiadott I'd Love to Change the World populáris hangvétele szintén nagyban hozzájárult döntéséhez, mivel Lee a hagyományosabb blues-rock hangzást preferálta.

### Szólóban (1973–1980)
Kiválását követően visszavonult XV. sz-i házába és felépítette saját stúdióját. 1973-ban a gospel énekes Mylon LeFevre társaságában adott ki egy lemezt. Az On the Road to Freedom határozott elmozdulás a country irányába, megtartva a rockos jelleget is. A lemezen olyan sztárok vendégeskedtek, mint George Harrison, Steve Winwood, Jim Capaldi, Ronnie Wood vagy Mick Fleetwood. A lemez pozitív kritikákat kapott, több helyen is kiemelve Lee és LeFevre hatékony együttműködését. Szintén 1973-ban szerepelt Jerry Lee Lewis dupla albumán a The Session... Recorded in London with Great Artist címűn, melyen olyan zenészek vendégeskedtek, mint például Mick Jones, Peter Frampton vagy Rory Gallagher. 1974 tavaszán a londoni Rainbow színházban lépett fel, sebtében összerakott 9 fős zenekarával. A tagok között két King Crimson muzsikus is volt: Mel Collins és Ian Wallace személyében. Az előadást rögzítették és In Flight címmel dupla albumként adta ki a Columbia Records. Lee ezen visszatért a blues-rock hangzáshoz, ismét sikert aratva. Szerződéses kötelezettségeiknek eleget téve a Ten Years After is adott koncerteket, utolsó brit fellépésük a londoni Rainbow színpadán volt, teltház előtt. Ezt követően Lee világturnéra indult Alvin Lee And Co. néven. 1975-ben jelent meg első önálló albuma, mely a Pump Iron! címet kapta. Ugyan nagy feltűnést nem keltett az anyag, de csalódást sem okozott a rajongóknak, még ha a Ten Years After albumaival nem is említhető egy lapon.

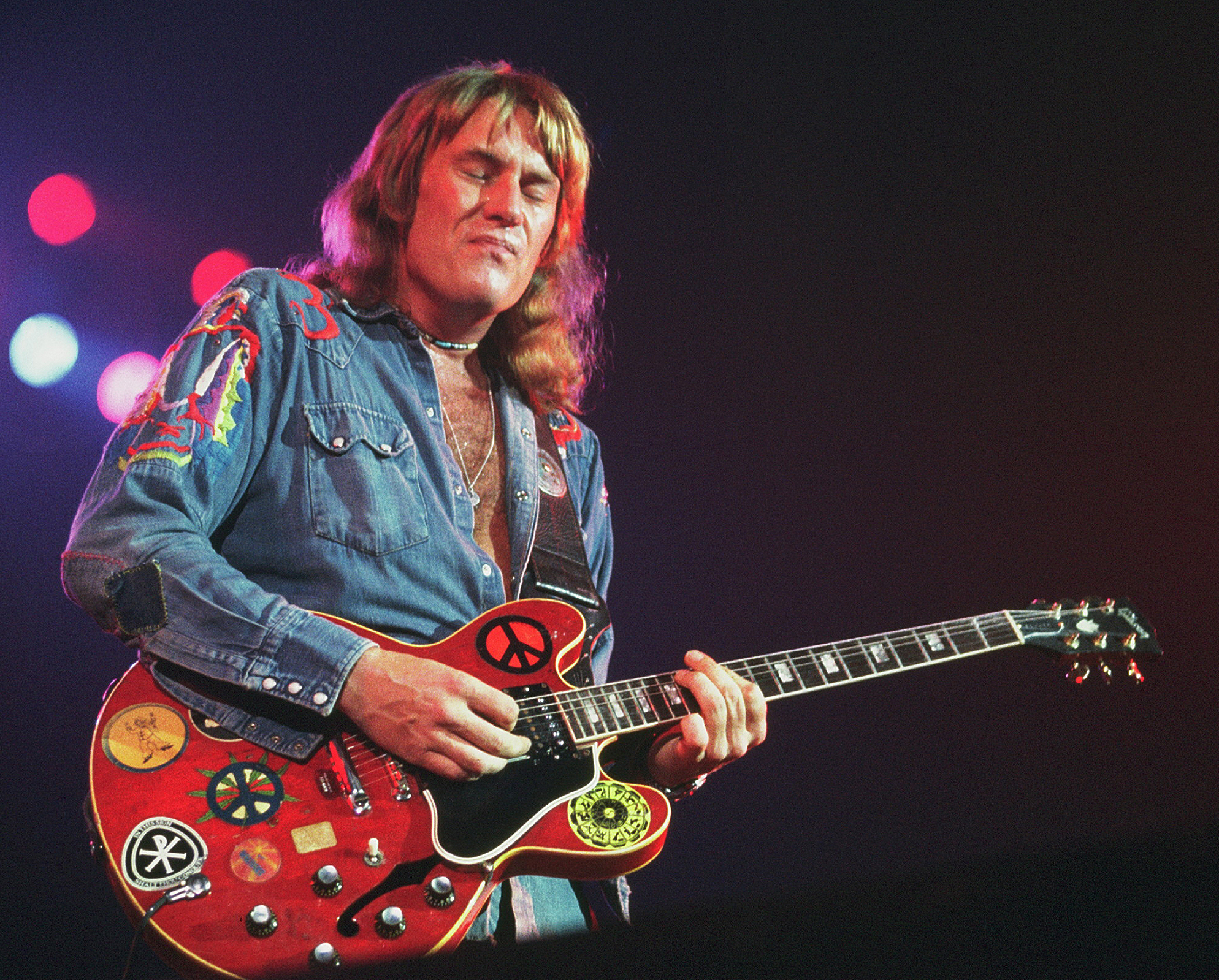
1974-ben

1976-ban szerepelt Bo Diddley The 20th Anniversary of Rock 'n' Roll albumán, majd 1978-ban kiadta a visszafogottabb Let It Rock albumot. 1978-ban hozta létre a Ten Years Later zenekart Tom Compton dobossal és Mike Hawksworth basszusgitárossal. Még ugyanebben az esztendőben kiadták a Rocket Fuel albumot, melyen ismét a blues jelleg dominált Lee gitárjával a főszerepben. 1979-ben érkezett a folytatás a Ride On képében, melynek egyik oldalán stúdió-, míg a másik oldalán élő felvételek szerepeltek. A lemezen hallható volt a Hey Joe feldolgozása is, utalva a blues gyökerekre. A kritikusok megállapították, hogy a koncertfelvételek jelentik a lemez igazi erejét, kiemelve a tagok hangszeres játékát. A Ten Years Later európai és amerikai turnéval zárta az évtizedet, majd Lee feloszlatta a zenekart, hogy ismét szólóban folytassa tovább.

### Szólóban, Ten Years After újjáalakulás (1980–1990)
1980-ban Steve Gould személyében találta meg új partnerét, aki a kultikus Rare Bird progresszív rock együttes tagja volt az 1970-es évek első felében. A gitáros/énekes Gould mellett Tom Compton a Ten Years Later dobosa is velük maradt, míg basszusgitáron Mickey Feat játszott velük. 1980-ban debütáltak a Free Fall albummal, melyet az USA-ban az Atlantic Records adott ki. Az anyagra csak egy szűk réteg tartott igényt, mely zeneileg is eltávolodást jelentett Lee korábbi munkáitól. Játéka háttérbe szorult, nagyobb teret kaptak a visszafogott tempók és Gould dallamai. A kornak megfelelően AOR elemeket is rejtő anyag rejtett erős pillanatokat is, Richard Foss az AllMusic kritikusa "közepes" teljesítményként értékelte az anyagot. A folytatás 1981-ben jelent meg RX5 címmel, melyen Chris Stainton stúdióbillentyűs is hallható volt. Az anyag borítóját Derek Riggs készítette, aki az Iron Maiden grafikusaként vált ismertté. A lemez folytatta az elődje által kikövezett utat, a kornak megfelelő hangzással. Lee gitárja ezúttal is kevesebb szerepet kapott, ezért Thom Jurek az Allmusic kritikusa csak rajongóknak ajánlja figyelmébe a lemezt. Ezt követően Lee feloszlatta a projektet, inkább a koncertezésre összpontosítva. Egy közös turnét bonyolított le az egykori John Mayall és The Rolling Stones gitáros Mick Taylorral, majd 1983-ban újjáalakult a Ten Years After. A londoni Marquee klubban adott koncertjük később VHS-kazettán is napvilágot látott, majd Lee ismét szólóban folytatta.
A következő albumra 1986-ig kellett várni, mely Detroit Diesel címmel jelent meg. A lemez visszatérést jelentett az erőteljes blues alapú rockhoz, némi funky hatással megfűszerezve. A rajongóknak jobban tetszett, mint közvetlen elődei és a kritikusok is elismerőbben nyilatkoznak róla. Az anyagon számos vendég szerepelt, köztük Leo Lyons, George Harrison és Jon Lord is. A visszatérésként is értelmezhető album azonban nem hozott magával újabb folytatást, Lee érezhetően megfáradt az évtized második felére. Ez a tény is szerepet játszhatott abban, hogy a Ten Years After 1989-ben ismét összeállt a klasszikus Lee-Lyons-Churchill-Lee felállásban.

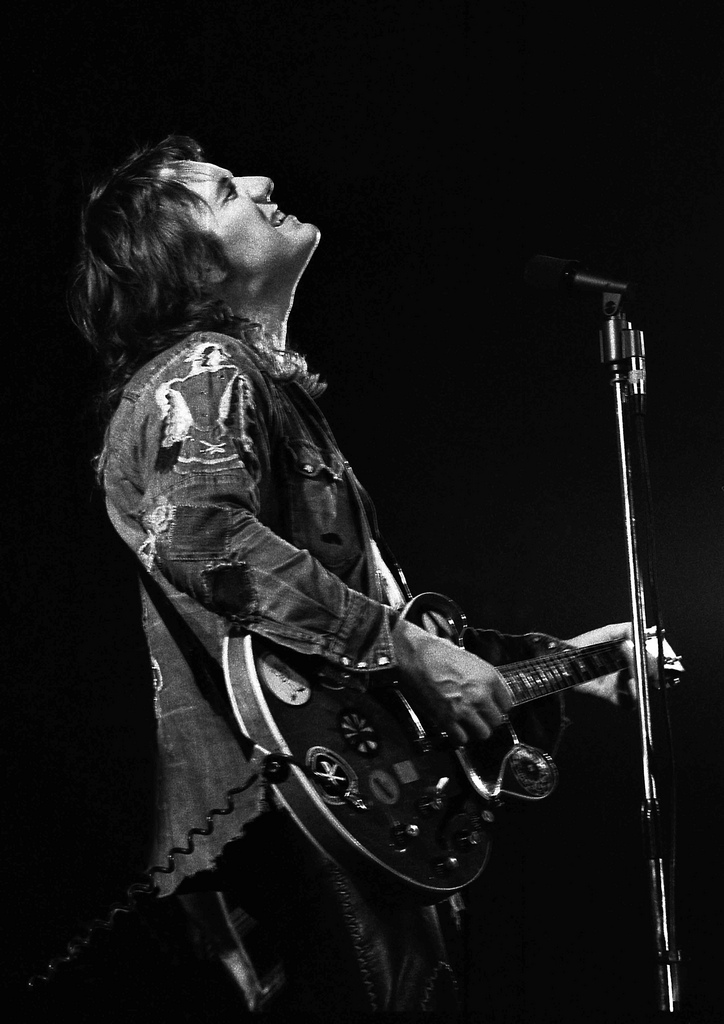
1978-ban

1989-ben megjelent az About Time  album, melyen a Ten Years After a klasszikus hangzását helyezte előtérbe. Az anyagot mind a rajongók, mind a kritikusok jól fogadták, a Billboard listán a 120. helyre került az album. A megjelenést koncertek is követték, majd az 1990-es éveket ismét szólóban indította a gitáros/énekes.

### Szólóévek (1990–2013)
Következő albuma 1992-ben jelent meg Zoom címmel, melyet az 1994-es Nineteen Ninety-Four (az USA-ban I Hear You Rockin címmel jelent meg) követett. Ezeken az anyagokon is számos vendég szerepelt, mint Jon Lord, Sam Brown, George Harrison vagy korábbi kollégája, Steve Gould. A blues-közeli hangzású albumok sikert arattak Lee táborában, szólóban is rendszeresen koncertezett az évtized során. Az 1994-es rock and roll elemekben gazdag albumon hallható a The Bluest Blues című dal, melyet George Harrison segítségével írt. A dalt sokan a valaha rögzített legtökéletesebb bluesdalként tartják számon. Az évtized hátralevő részében saját zenekarával adott koncerteket, majd a 2000-es években ismét stúdióba vonult, hogy albumaival visszatérjen zenei gyökereihez. A 2004-es In Tennessee címében is jelzi, hogy a tradicionális blues a főszereplő a rock n' roll mellett. A lemezen a rockabilly gitárlegenda Scotty Moore is szerepelt, valamint a híres rock and roll dobos D. J. Fontana. A 2007-es Saguitar albumot nagyrészt egymaga rögzítette: a dalokban dobgép volt hallható, csak egy szerzeményben volt hallható Tim Hinkley gitáros mint vendég. Az album nem keltett különösebb feltűnést, egyes kritikusok unalmasnak nevezték az 1950-es évek rock and roll dalait, valamint a bluesballadákat, hozzátéve hogy utóbbiak jelentik az erősebb pontokat. A legendát életben tartandó folyamatosan jelentek meg A Ten Years After archívumból koncertfelvételek, valamint a különféle válogatások és gyűjteményes anyagok, újrakiadások.
Lee következő és egyben utolsó nagylemeze 2012-ben Still on the Road to Freedom címmel jelent meg. Az album címe utalás első önálló albumára, az 1973-as On the Road to Freedomra, zeneileg azonban egyfajta összefoglalása Lee zenei karrierjének. Blues, hard rock, pszichedelikus és funky hatások egyaránt hallhatóak a dalokban. Hal Horowitz, az AllMusic kritikusa egy erős, bár nem kiemelkedő anyagnak minősítette a produkciót, kifejtve, hogy ezennel felüdülés valódi dobokat hallani Richard Newman jóvoltából, utalva az előző album programozott dobjaira. Az anyagot a legtöbb kritikus dicsérte, melynek kiadását újabb koncertek követték. 
2013 márciusában Spanyolországban tartózkodott, mikor hirtelen kórházba került. Egy rutinbeavatkozásnak indult sebészeti műtétre került sor, ám komplikációk léptek fel, aminek következtében a gitáros március 6-án elhunyt. A hírt felesége, Evi és lánya, Jasmin a honlapján tudatta a rajongókkal. Később kiderült, hogy abnormális szívritmusa miatt kellett sort keríteni a műtétre. Halálát követően egy The Last Show című koncertlemez jelent meg, mely utolsó koncertjét örökíti meg. A 14 dalos kiadványt 2012. május 28-án a hollandiai Raalte-ban rögzítették. A felvételeket eredetileg nem akarták megjelentetni, de Lee annyira elégedett volt dolgai alakulásával, hogy tervbe vette a felvétel kiadását. A 68 éves korában elhunyt zenészről Leo Lyons úgy nyilatkozott, hogy testvéreként tekintett rá, Rick Lee pedig kifejtette, hogy munkássága nem fog a feledés homályába merülni. Geezer Butler, Bill Ward, Joe Satriani, Slash, Glenn Hughes és Joe Bonamassa is megemlékezett róla, közülük többen is kifejtették, hogy Alvin Lee nemcsak korának leggyorsabb kezű gitárosa volt, de az első klasszikus értelemben vett gitárhősnek is őt nevezték meg. A Billboard olyan kimagasló előadásokat mutatott be a tiszteletére, mint az 1969-ben a woodstocki fesztiválon előadott  I'm Going Home vagy az 1971-es kislemez az I'd Love to Change the World.

## Diszkográfia

### Szólóalbumok
- Pump Iron! (1975)
- Let It Rock (1978)
- Rocket Fuel (1978)
- Ride On (1979)
- Free Fall (1980)
- RX5 (1981)
- Detroit Diesel (1986)
- Zoom (1992)
- Nineteen Ninety-Four (1994)
- In Tennessee (2004)
- Saguitar (2007)
- Still on the Road to Freedom (2012)

### Koncertlemezek
- In Flight (1974)  Live at the Rainbow Theatre, 1974
- Live at Rockpalast (1978) Grugahalle Essen, Németország, 1978 szeptember
- Live In Vienna (1994) / Kiadó: International House Of Hits
- The Last Show (2013) 2012, május 28. – Raalte, Hollandia

### Együttműködés más zenészekkel
- On the Road to Freedom (Mylon LeFevre, 1973)